# Rivière du Grand Détour
Pour les articles homonymes, voir Détour.
La rivière du Grand Détour est un affluent de la rivière Manouane, coulant dans le territoire non organisé du Mont-Valin, dans la municipalité régionale de comté (MRC) du Fjord-du-Saguenay, dans la région administrative de Saguenay–Lac-Saint-Jean, dans la Province de Québec, au Canada.
Le bassin versant de la rivière du Grand Détour est desservie par la route forestière R0253 (sens Nord-Sud) longeant la rive Est de la rivière Manouane et la R0251 (sens Est-Ouest) laquelle contourne par le Nord le Lac à Paul. Quelques routes forestières secondaires ont été aménagées dans cette vallée pour les besoins de la foresterie et des activités récréotouristiques,,.
La foresterie constitue la principale activité économique du secteur ; les activités récréotouristiques, en second.
La surface de la rivière du Grand Détour est habituellement gelée de la fin novembre au début avril, toutefois la circulation sécuritaire sur la glace se fait généralement de la mi-décembre à la fin mars.

## Géographie
Les principaux bassins versants voisins de la rivière du Grand Détour sont :
- côté Nord : lac Manouane, rivière Manouane, rivière du Raccourci, rivière Lisette ;
- côté Est : lac du Grand Détour, lac aux Hirondelles, lac du Nectar, ruisseau Nodal, rivière Betsiamites, rivière La Tourette ;
- côté Sud : ruisseau Rond, lac à Paul, rivière Brûlée, rivière du Castor-Qui-Cale, réservoir Pipmuacan ;
- côté Ouest : rivière Manouane, Petite rivière Manouane, rivière Durfort, rivière Péribonka, rivière Houlière, rivière Duhamel.

La rivière du Grand Détour prend sa source à l’embouchure du lac du Pivert (longueur : 0,4 km ; altitude : 677 m). Cette source est située dans le territoire non organisé de Mont-Valin à :
- 2,2 km à l’Ouest de la route forestière R0251 ;
- 9,4 km à l’Est du cours de la rivière Manouane ;
- 13,5 km à l’Est du cours de la Petite rivière Manouane ;
- 21,7 km au Sud-Ouest du cours de la rivière La Tourette ;
- 35,0 km au Nord-Ouest d’une baie du réservoir Pipmuacan ;
- km au Nord-Ouest du barrage à l’embouchure du lac Pamouscachiou ;
- 33,7 km au Nord-Ouest de l’embouchure de la rivière du Grand Détour (confluence avec la rivière Manouane) ;
- 9,3 km à l’Est du cours de la rivière Manouane ;
- 94,5 km au Nord de l’embouchure de la rivière Manouane[2],[5].

À partir de l’embouchure du lac de tête, la rivière du Grand Détour coule sur 40,8 km, entièrement en zone forestière, selon les segments suivants :
Cours supérieur de la rivière du Détour (segment de 11,2 km)
- 4,6 vers le nord en traversant le lac Patrick et le lac Sandra.
- 4,3 km vers le Sud-Ouest en recueillant les eaux du Bras du Moucheur (venant du Nord), jusqu’à la décharge d’un ensemble de lacs (venant du Nord-Ouest) dont les lacs Georges, Paul et Steve. Note : Ce segment de rivière comporte les baies du Cuisinier, Charlotte, de l’Ours et du Banc ;
- 6,9 km vers le Sud-Est en traversant le lac Rémi, puis le lac Charrue, jusqu’au ruisseau du Butor (venant du Nord-Ouest) ;

Cours intermédiaire de la rivière du Détour (segment de 16,6 km)
- 2,9 km vers le Sud-Est, jusqu’à la décharge (venant de l’Est) d’un ensemble de lacs ;
- 6,5 km vers le Sud-Est, puis le Sud, jusqu’à la décharge (venant de l’Ouest) d’un lac ;
- 6,4 km vers le Sud-Est, jusqu’à la rive Nord d’un lac non identifié ;
- 0,8 km vers le Sud-Est en traversant un lac non identifié (altitude : 508,7 m) sur sa pleine longueur, et en recueillant le ruisseau Barré (venant du Nord-Est) et le ruisseau de la Sarcelle (venant du Nord-Est), jusqu’à son embouchure ;

Cours inférieur de la rivière du Détour (segment de 13,0 km)
- 8,0 km vers le Sud-Est en formant une boucle vers le Sud-Ouest, en coupant une route forestière R0251 puis en recueillant le ruisseau Catastone (venant du Sud-Est), jusqu’à la rive Nord du Lac du Grand Détour ;
- 2,9 km vers le Sud-Est en traversant le Lac du Grand Détour (longueur : 3,8 km ; altitude : 420 m), jusqu’à son embouchure ;
- 2,1 km vers le Sud jusqu’à l’embouchure de la rivière du Grand Détour[2].

La rivière du Grand Détour se déverse dans une courbe de rivière sur la rive Est de la rivière Manouane, à :
- 7,2 km au Sud-Ouest d’une baie du Nord-Ouest du réservoir Pipmuacan ;
- 25,1 km au Nord-Est de l’embouchure de la Petite rivière Manouane ;
- 66,3 km au Nord-Est de l’embouchure de la rivière Manouane ;
- 51,0 km au Nord-Est de barrage à l’embouchure du lac Péribonka ;
- 174,3 km au Nord-Est de l’embouchure de la rivière Péribonka (confluence avec le lac Saint-Jean)[2].

À partir de l’embouchure de la rivière du Grand Détour, le courant descend le cours successivement de la rivière Manouane sur 94,6 km, de la rivière Péribonka vers le Sud sur 76,7 km, le lac Saint-Jean vers l’Est sur 29,3 km, puis la rivière Saguenay vers l’Est sur 160 km jusqu’à sa confluence avec le fleuve Saint-Laurent.

## Toponymie
Le toponyme de « rivière du Grand Détour » a été officialisé le 18 décembre 1978 à la Banque des noms de lieux de la Commission de toponymie du Québec.